# Orthosia mys
Orthosia mys là một loài bướm đêm trong họ Noctuidae.